# Lesson of the Evil
Lesson of the Evil (jap. 悪の教典, Aku no Kyōten, dt. „Heilige Schrift des Bösen“) ist eine japanische Literaturverfilmung des Slasher-Genres (2012). Das Werk basiert auf dem gleichnamigen Roman von Yūsuke Kishi.

## Figuren
- Hr. Hasumi: Englischlehrer, Hauptdarsteller
- Hr. Shibahara: Sportlehrer
- Hr. Tsurii: Physiklehrer, Leiter der Amateurfunk-Arbeitsgruppe
- Hr. Kume: Kunstlehrer
- Die „Schummler“ Keisuke, Reika und Yuichiro
- weitere Schüler Rina, Masahiko, Miya, Tade usw.
- Dave: Hasumis Harvard-Kommilitone
- Hr. Kiyota: Rinas Vater

## Handlung
Seji Hasumi ist ein beliebter und respektierter Englischlehrer an einer japanischen Oberschule. Er zeigt sich engagiert seinen Kollegen gegenüber. So versucht er für die Prüfungszeit einen Störsender zu organisieren, um das Schummeln per SMS zu unterbinden. Oder wenn der unangenehme Hr. Kiyota die Schule besucht, um sich über die angeblichen Hänseleien an seiner Tochter Rina aufzuregen, ist Hr. Hasumi selbstverständlich zur Stelle.
Unter seinen Schülern ist er beliebt und genießt höchstes Vertrauen. Als diese ihm melden, dass die Mitschülerin Miya vom Sportlehrer sexuell belästigt würde, geht er diesem persönlich nach. Miya dankt ihm dies und verliebt sich in ihn. Tade, der Klassenraufbold, beobachtet zufällig wie sich beide auf dem Schuldach küssen.

### Tade muss verschwinden
Keisuke, Reika und Yuichiro bilden eine Clique. Keisuke hat sich ein System ausgedacht, um mittels SMS schummeln zu können. Allerdings versagt es schon bei der ersten Prüfung, weil das Signal gestört wird. Keisuke vermutet seinen Klassenlehrer Hr. Tsurii hinter dem Störsender. Dieser hört den Vorwurf zufällig mit und weist jegliche Verantwortung von sich.
Als Hr. Kiyota bei einem Hausbrand ums Leben kommt, besucht die Kriminalpolizei die Schule. Anscheinend handelt es sich um Brandstiftung, es konnten jedoch keine Spuren vom Täter gesichert werden. Auf dem Parkplatz gibt Hr. Tsurii den Beamten noch den nebulösen Hinweis, dass Hr. Hasumi vorher an der Kitahara-Oberschule gelehrt hat. Was die Polizei nicht weiß: Zur selben Zeit hat es an dieser Schule eine Selbstmordserie gegeben.
Währenddessen erpresst Hr. Hasumi seinen wohlhabenden Kollegen Hr. Kume, der eine schwule Beziehung zu einem der Schüler pflegt. Dadurch bereichert kann er Miya mit einem teuren Auto in ein exquisites Apartment ausführen. An dem Abend fragt er Miya auch beiläufig nach den Internetforen, in denen die Schüler sich austauschen. Tags darauf tauchen in einem Forum Beiträge auf, die behaupten Tade sei der Brandstifter gewesen. Dieser schlägt daraufhin in der Klasse wild um sich. Um ihn zu beruhigen, lädt Hr. Hasumi ihn auf ein Trinken ein. Dies ist jedoch nur ein Vorwand, um ihn zu töten.
Tatsächlich hat Hr. Hasumi bereits mit 14 Jahren seine Eltern getötet und den Doppelmord als Einbruch inszeniert. Ungeachtet dessen misstraut Hr. Tsurii ihm rein intuitiv. In einem persönlichen Gespräch mit Keisuke erklärt dieser ihm, dass Hr. Hasumi möglicherweise ein Januskopf ist. Doch auch dieses Gespräch wird belauscht, weshalb Hr. Tsurii bald darauf Opfer eines „Selbstmords“ wird und Keisuke scheinbar rätselhaft verschwindet.

### Finale
In einer weiteren Nacht mit Miya findet diese Tades Telefon in Hr. Hasumis Tasche. Er beschließt daraufhin, ihren Selbstmord während der Vorbereitungen zum Abschlussfest an der Schule zu inszenieren. Zufällig ist jedoch eine weitere Schülerin und mögliche Zeugin vor Ort. Kurzerhand bricht er ihr das Genick.
Diesen Mord will er dem Kollegen Kume anhängen, den er unter einem Vorwand in die Schule lockt. Seine Deckgeschichte sieht vor, dass jener angeblich in die Schule kam, um sich und seine verbotene Liebschaft mit einem Jagdgewehr zu richten. Dafür muss er jedoch auch alle anderen Anwesenden töten, die sonst bezeugen könnten, wer der wahre Schütze gewesen ist. In einer Hatz auf seine Schüler beweist er seine hohe Treffsicherheit sowie völlige Empathielosigkeit. Beim Eintreffen der Polizei wird er in Handschellen aufgefunden und gibt seine Deckgeschichte zu Protokoll.
Reika und Yuichiro konnten jedoch mit einer List überleben: Sie haben ihre Schuluniformen zwei ihrer getöteten Schulkameraden übergestreift und mit ihnen ihre eigene Flucht vorgetäuscht. Hr. Hasumi hat nicht erkannt, dass zwei seiner Abschüsse bereits tot waren. Wegen der beiden Zeugen und aufgrund einer Tonbandaufnahme wird er daher von der Polizei abgeführt.

## Bemerkungen
- Im Film gibt es einige Anspielungen auf deutsche und nordische Kultur: Hr. Hasumi hört häufig Die Moritat von Mackie Messer. Die Selbstmordserie wird mit dem Werther-Effekt erklärt. Zwei Raben im Film erhalten die Spitznamen Hugin und Munin.
- Zum Ende wird eine mögliche Fortsetzung angedeutet: Reika erkennt, dass Hr. Hasumi immer noch weiter mit ihnen spielt. Die vom Dach gestürzte Miya hat überlebt. Die letzte Szene endet mit der Einblendung „Fortsetzung folgt“.
- Hr. Hasumi behauptet, nicht aus Spaß zu töten. Tatsächlich geschehen die Morde aus logischer, nur moralisch unbeschränkter Konsequenz. Demgegenüber stehen seine Wahnvorstellungen, allen voran Dave, angeblich ein ehemaliger Kommilitone und Serienmörder. Er taucht auch als Dämon im Jagdgewehr und als Stimme aus dem Off wieder auf.
- Der Film basiert auf einem Buch von Yusuke Kishi, das 2010 erschien.